# تشاونسي إل. كناب
تشاونسي إل. كناب هو سياسي أمريكي، ولد في 26 فبراير 1809 في برلين في الولايات المتحدة، وتوفي في 31 مايو 1898 في لوويل في الولايات المتحدة. نشط حزبياً في حزب لا أدري والحزب الجمهوري. وقد انتخب عضو مجلس النواب الأمريكي ‏.